# Meteorus pinifolii
Meteorus pinifolii är en stekelart som beskrevs av Mason 1960. Meteorus pinifolii ingår i släktet Meteorus och familjen bracksteklar. Inga underarter finns listade i Catalogue of Life.